# Maito Santos
Maito Santos (japanisch 三渡洲 舞人 Santos Maito; * 28. November 1992 in Hamamatsu) ist ein ehemaliger japanischer Fußballspieler.

## Karriere
Santos erlernte das Fußballspielen in der Schulmannschaft der Ryutsu Keizai University Kashiwa High School. Seinen ersten Vertrag unterschrieb er 2013 bei Tokyo Verdy. Der Verein spielte in der zweithöchsten Liga des Landes, der J2 League. Ende 2013 beendete er seine Karriere als Fußballspieler.